# Nowhere Fast
Nowhere Fast è un singolo del rapper statunitense Eminem, pubblicato il 17 marzo 2018 come quarto estratto dal nono album in studio Revival.

## Descrizione
Tredicesima traccia dell'album, il brano ruota al tema del terrorismo e ha visto la partecipazione vocale della cantante statunitense Kehlani.
Il 12 marzo 2018 Eminem ha presentato il brano all'annuale iHeartRadio Music Awards, aggiungendo una strofa a inizio brano in cui critica la National Rifle Association, facendo riferimento anche al massacro alla Marjory Stoneman Douglas High School di Parkland. Tale versione è stata in seguito pubblicata per il download digitale.

## Tracce
Testi e musiche di Marshall Mathers, Thomas Armato Sturges, Mark Batson, Antonina Armato e Timothy James Price.
Download digitale
1. Nowhere Fast (feat. Kehlani) (Extended Version) – 4:38

CD singolo (Europa)
1. Nowhere Fast (feat. Kehlani) (Extended Version) – 4:38
2. Nowhere Fast (feat. Kehlani) – 4:26

## Formazione
Musicisti
- Eminem – voce
- Kehlani – voce
- Mark Batson – tastiera aggiuntiva
- Cameron Stone – violoncello

Produzione
- Rock Mafia – produzione
- Hit Boy – produzione
- Mike Strange – registrazione presso gli Effigy Studios, missaggio
- Joe Strange – registrazione presso gli Effigy Studios
- Steve Hammons – registrazione presso i Rock Mafia
- Adam Comstock – registrazione presso i Rock Mafia
- Tony Campana – assistenza tecnica

## Classifiche
| Classifica (2017/18) | Posizione massima |
| -------------------- | ----------------- |
| Canada               | 81                |
| Germania             | 98                |
| Svezia               | 96                |